# Он и Она
«Он и Она» (фр. Monsieur et Madame Adelman) — франко-бельгийский мелодраматический фильм 2017 года, полнометражный режиссёрский дебют Николя Бедоса. Лента была номинирована в двух категориях на французскую национальную кинопремию «Сезар» 2018 года .

## Сюжет
Отношения между Виктором (Николя Бедос) и Сарой (Дориа Тийе) завязались случайно. Тогда в парижском баре они ещё не знали, что их жизненные интересы настолько близки. Виктор — начинающий писатель, а Сара — магистр классической литературы. Познакомившись ближе, они уже не смогли жить друг без друга. И несмотря на 45-летний опыт отношений, их чувства не угасли.

## В ролях
| • Николя Бедос     | ... | Виктор                    |
| • Дориа Тийе       | ... | Сара Адельман             |
| • Дени Подилидес   | ... | психолог                  |
| • Антуан Гуи       | ... | журналист Антуан Грийо    |
| • Жюльен Буасселье | ... | Антуан де Ришмон          |
| • Кристиана Милле  | ... | Сильвия де Ришмон         |
| • Пьер Ардити      | ... | Клод де Ришмон            |
| • Забу Брайтман    | ... | директриса школы Артура   |
| • Жан-Пьер Лори    | ... | Марк Доншельи             |
| • Бетти Рейгер     | ... | мадам Адельман, мать Сары |
| • Жак Ланг         | ... | играет сам себя           |
| • Николя Бриансон  | ... | педиатр                   |

## Съёмочная группа
- Автор сценария — Николя Бедос, Дориа Тийе
- Режиссёр-постановщик — Николя Бедос
- Продюсер — Франсуа Краус, Дени Пино-Валенсьенн
- Оператор — Николя Больдюк
- Композиторы — Николя Бедос, Филипп Келли
- Монтаж — Анни Данш
- Художник-постановщик — Стефани Розенбаум
- Художник по костюмам — Карен Мюллер Серро
- Художник-декоратор — Самир Мунди
- Подбор актёров — Эммануель Прево

## Награды и номинации
| Список наград и номинаций   | Список наград и номинаций | Список наград и номинаций              | Список наград и номинаций | Список наград и номинаций | Список наград и номинаций |
| Кинофестиваль/Кинопремия    | Год                       | Категория                              | Номинант(ы)               | Результат                 | Ист.                      |
| --------------------------- | ------------------------- | -------------------------------------- | ------------------------- | ------------------------- | ------------------------- |
| Кинофестиваль в Кабуре      | 2017                      | «Золотой Сванн» лучшей молодой актрисе | Дориа Тийе                | Победа                    |                           |
| Премия «Хрустальный глобус» | 12.02.2018                | Лучший фильм                           | Он и Она                  | Номинация                 |                           |
| Премия «Хрустальный глобус» | 12.02.2018                | Лучшая актриса                         | Дориа Тийе                | Номинация                 |                           |
| Премия «Сезар»              | 2.03.2018                 | Лучший дебютный фильм                  | Он и Она                  | Номинация                 | [ 1 ]                     |
| Премия «Сезар»              | 2.03.2018                 | Лучшая актриса                         | Дориа Тийе                | Номинация                 | [ 1 ]                     |